# Mohorovičićeva nezveznost
Mohorovičićeva nezveznost (tudi Mohorovičićeva diskontinuiteta ali Moho) je mejno območje v notranjosti Zemlje med zemeljsko skorjo in plaščem. Po predvidevanjih je vzrok nezveznosti oziroma prehoda sprememba sestave kamnin na tej globini, in sicer iz kamnin z mineralom ortoklazom v kamnine brez tega. Mohorovičićeva nezveznost se nahaja pod zemeljsko skorjo, kar pomeni približno 5 km pod oceani oziroma oceanskimi hrbti in do 75 km pod kontinentalno skorjo.
Leta 1909 jo je odkril hrvaški meteorolog in seizmolog Andrija Mohorovičić, ko je preučeval nenadno povečanje hitrosti potresnih valov, ki prihajajo iz hipocentra (žarišče potresa), na tej meji.
Ob koncu 50. let 20. stoletja so znanstveniki ameriške Narodne fundacije za znanost (NSF) načrtovali vrtanje v podoceansko skorjo in s tem dosego nezveznosti v projektu Mohole, a je ta propadel zaradi nezadostnih sredstev.